# Roman Totenberg
Roman Totenberg (Łódź (Polònia), 1 de gener, 1911 - Newton, Massachusetts (U.S.), 8 de maig, 2012), va ser un violinista i educador polonès-estatunidenc. Un nen prodigi, va viure a Polònia, Moscou, Berlín i París, abans d'emigrar formalment als Estats Units el 1938, als 27 anys. Va actuar i ensenyar a nivell nacional i internacional durant tota la seva vida.
Un dels instruments preferits de Totenberg era l'Stradivarius Ames, que va ser robat del seu despatx a la "Longy School of Music" de Cambridge, Massachusetts, després d'un concert al maig de 1980. L'instrument va ser recuperat i retornat a les filles de Totenberg el 6 d'agost de 2015.

## Joventut
Roman Totenberg va néixer en una família jueva, fill d'Adam (arquitecte) i Stanisława (Winawer) Totenberg. Va passar la seva primera infància (1914-1921) a Moscou, on la família es va traslladar a l'inici de la Primera Guerra Mundial.
Totenberg va ser un nen prodigi que va debutar en un concert als onze anys amb el director Grzegorz Fitelberg. En tornar a Varsòvia el 1921, va estudiar amb Mieczyslaw Michalowicz, i va debutar als onze anys com a solista amb l'Orquestra Filharmònica de Varsòvia. També va ser guardonat amb la medalla d'or al Conservatori Chopin de Varsòvia.
El 1929, es va traslladar a Berlín, on va continuar els seus estudis amb Carl Flesch. El 1932, es va traslladar a París, on va estudiar amb George Enescu i Pierre Monteux. Va guanyar el Premi Internacional Mendelssohn.
El 1935, va debutar a la Gran Bretanya a Londres i als Estats Units a Washington, D.C. El 1936, als 25 anys, va tocar a la Casa Blanca per a Franklin Delano Roosevelt i Eleanor Roosevelt. El 1938, als 27 anys, va emigrar formalment als Estats Units sota el programa de visats d'artista distingit. Molts dels membres de la seva família van ser assassinats durant l'Holocaust, tot i que va aconseguir rescatar la seva mare. La seva germana va sobreviure al gueto de Varsòvia, on havia mort el seu propi marit.

## Vida professional
Totenberg va fer una gira per Sud-amèrica amb Franz Reizenstein el 1937, i va oferir recitals conjunts amb Karol Szymanowski. Va oferir molts concerts que comprenen el cicle complet de sonates de Beethoven i tots els concerts de Brandenburg de Bach. El seu repertori diversificat incloïa més de trenta concerts.
Entre les moltes obres contemporànies que va presentar hi ha el Concert per a violí núm. 2 de Darius Milhaud, el Concert de William Schuman en la seva versió final, 1959, i el Capriccio de Krzysztof Penderecki. També va estrenar la Sonata en Mi de Paul Hindemith (1935), el Concert de Samuel Barber (nova versió) i la Sonata Madrigal de Bohuslav Martinů, a més de fer l'estrena americana de la Sonata per a violí sol d'Arthur Honegger (1940).
Sota el mecenatge del violinista Yehudi Menuhin, i juntament amb el pianista Adolph Baller i el violoncel·lista Gabor Rejto, Totenberg va formar l'Alma Trio el 1942–43 a la finca Alma de Menuhin a Califòrnia.
El 1943, va ser solista amb els Naumburg Orchestral Concerts, al Naumburg Bandshell, a Central Park, durant la sèrie d'estiu.
Totenberg va actuar amb nombroses orquestres americanes, com ara la Filharmònica de Nova York, la Simfònica de Boston, les Simfònies de Cleveland, Minneapolis, Indianapolis, Los Angeles i Washington. A Europa va actuar amb totes les principals orquestres com la Royal Liverpool Philharmonic Orchestra (3 interpretacions del Concert per a violí núm. 1 de Szymanowsky), la Filharmònica de Berlín, la Filharmònica de Londres i el Concertgebouw d'Amsterdam.
Va actuar sota la direcció de directors eminents com ara Leopold Stokowski, Kubelik, Szell, Rodzinski, Grzegorz Fitelberg, Jochum, Rowicki, Krenz, Pierre Monteux, Wit, Steinberg i Vladimir Golschmann. Va actuar en recitals a la Casa Blanca, al Carnegie Hall, a la Biblioteca del Congrés, al Metropolitan Museum of Art, i a totes les principals ciutats americanes i europees. Va participar en els festivals de música més importants del món, en particular al Mozarteum de Salzburg, al Festival de Música d'Aspen, al Tanglewood Music Center, al Festival de Música de Cambra de Kneisel Hall i a la "Music Academy of the West" de Montecito, que va ajudar a fundar i on va ser nomenat president del departament de corda el 1947.

## Pedagogia
A més de les seves activitats concertístiques, Totenberg va ocupar el càrrec de professor de música a la Universitat de Boston, on va dirigir el departament de corda del 1961 al 1978. També va ensenyar al Conservatori de Música Peabody; a l'Acadèmia de Música de l'Oest; al Festival i Escola de Música d'Aspen; al Mannes College of Music i a la Longy School of Music de Cambridge, Massachusetts, que va dirigir del 1978 al 1985. Entre els seus alumnes destacats hi ha Yevgeny Kutik, Mira Wang, Leon Botstein, Daniel Han, Rachel Vetter Huang, Na Sun, Ikuko Mizuno
i Elizabeth Chang.

## Reconeixement
Roman Totenberg va ser guardonat amb la Medalla Wieniawski de Polònia i la Medalla Ysaye de Bèlgica.
El 1983, va ser nomenat Artista Professor de l'Any per l'Associació Americana de Professors de Corda, i l'abril de 2007, va ser guardonat amb el Premi Muses & Mentors del "New England String Ensemble" per la seva gran art i les seves importants contribucions a l'educació de corda.
El 1988, el govern polonès li va atorgar la màxima Medalla al Mèrit per les seves contribucions de tota la vida a la societat polonesa.

## Família
L'esposa de Roman Totenberg, Melanie Frances Eisenberg (1917–1996), va ser la seva directora comercial durant 50 anys. Roman i Melanie Totenberg eren els pares de la periodista de la National Public Radio Nina Totenberg, la jutgessa Amy Totenberg i l'empresària Jill Totenberg. Nina va explicar la història del robatori i la recuperació tardana de l'Stradivarius del seu pare en un article per a la NPR.

## Carrera discogràfica
Totenberg va gravar per a molts segells, com ara Deutsche Grammophon, Telefunken, Philips, Vanguard, Musical Heritage Society, Heliodor, Remington, Da Camera, Dover, Titanic i VQR.[cal citació]

## Ames Stradivarius
Un dels instruments preferits de Totenberg era l'Stradivarius d'Ames, que va comprar per uns 15.000 dòlars el 1943 (equivalent a 273.000 dòlars el 2024). Va ser robat de la seva oficina després d'un concert al maig de 1980. Totenberg sospitava del robatori de l'aspirant a violinista Philip S. Johnson, però la policia d'aquell moment no creia que hi hagués prou proves per emetre una ordre de registre. L'instrument va ser recuperat trenta-cinc anys després, el 2015, quatre anys després de la mort de Johnson, quan la seva exdona el va descobrir entre els seus efectes i va demanar que el taxessin.

L'instrument recuperat va ser retornat a les filles de Totenberg el 6 d'agost de 2015, després de la qual cosa havia de ser restaurat per poder tocar-lo. La família va declarar que tenien previst vendre l'instrument després que fos restaurat. Segons Nina Totenberg, 
| « | "Ens assegurarem que estigui a les mans d'una altra violinista virtuosa. I una vegada més, la bella, brillant i gutural veu d'aquell violí que ha estat tan quiet emocionarà el públic de les sales de concerts de tot el món". | » |

Des de llavors s'ha venut a un comprador desconegut, que posteriorment el va prestar al jove violinista estatunidenc Nathan Meltzer.